# Diplo
Thomas Wesley Pentz (Tupelo, 10 de novembre de 1978), més conegut com a Diplo, és un discjòquei estatunidenc.